# VdB 70
vdB 70 è una nebulosa a riflessione visibile nella costellazione dell'Unicorno.
Si individua a circa 3,5° ad nordovest della stella γ Monocerotis, una gigante arancione di magnitudine 3,99 ben visibile anche ad occhio nudo; può essere osservata e fotografata attraverso un potente telescopio amatoriale, in cui si mostra come una macchia chiara e allungata. La responsabile della sua illuminazione è HD 42050, una stella azzurra di classe spettrale B1V, che conferisce alla nube un colore marcatamente azzurrognolo. Questa stella si trova in una regione periferica dell'associazione Monoceros R2, un'associazione OB legata all'omonima nube molecolare, posto a circa 830 parsec (2700 anni luce); il centro di questa nube molecolare si trova circa 2° più a sud, mentre un lungo filamento con emissioni nel CO si distende in direzione nord, raggiungendo la stella HD 42050, che ne illumina una parte.
La zona centrale della nube Monoceros R2 ospita dei fenomeni di formazione stellare, come è testimoniato dalla presenza di diverse protostelle facenti parte di un giovane ammasso in formazione, numerosi getti di gas molecolare e discrete sorgenti di radiazione infrarossa e raggi X. Le stelle dell'associazione Mon R2 sono nate circa 6 milioni di anni fa, quando ha avuto luogo il primo ciclo di formazione stellare che ha interessato la regione; ad innescarla sarebbe stata una superbolla in espansione del diametro di alcune centinaia di parsec.